# Puybrun
Puybrun is een gemeente in het Franse departement Lot (regio Occitanie) en telt 733 inwoners (1999). De plaats maakt deel uit van het arrondissement Figeac.

## Geografie
De oppervlakte van Puybrun bedraagt 4,4 km², de bevolkingsdichtheid is 166,6 inwoners per km².

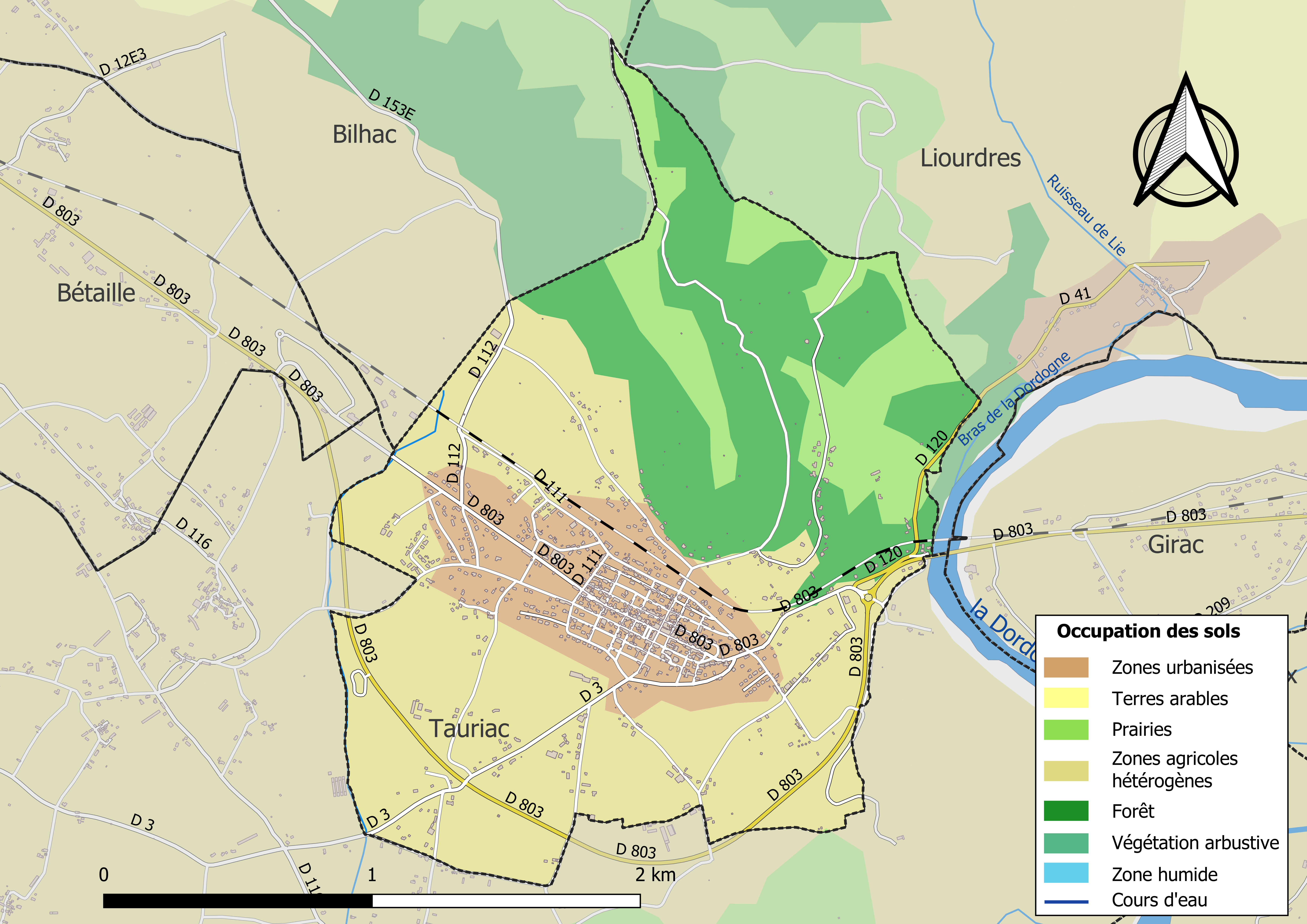
Kaart van de gemeente met de belangrijkste infrastructuur, bodemgebruik en omliggende gemeenten

De gemeente heeft een spoorweghalte.

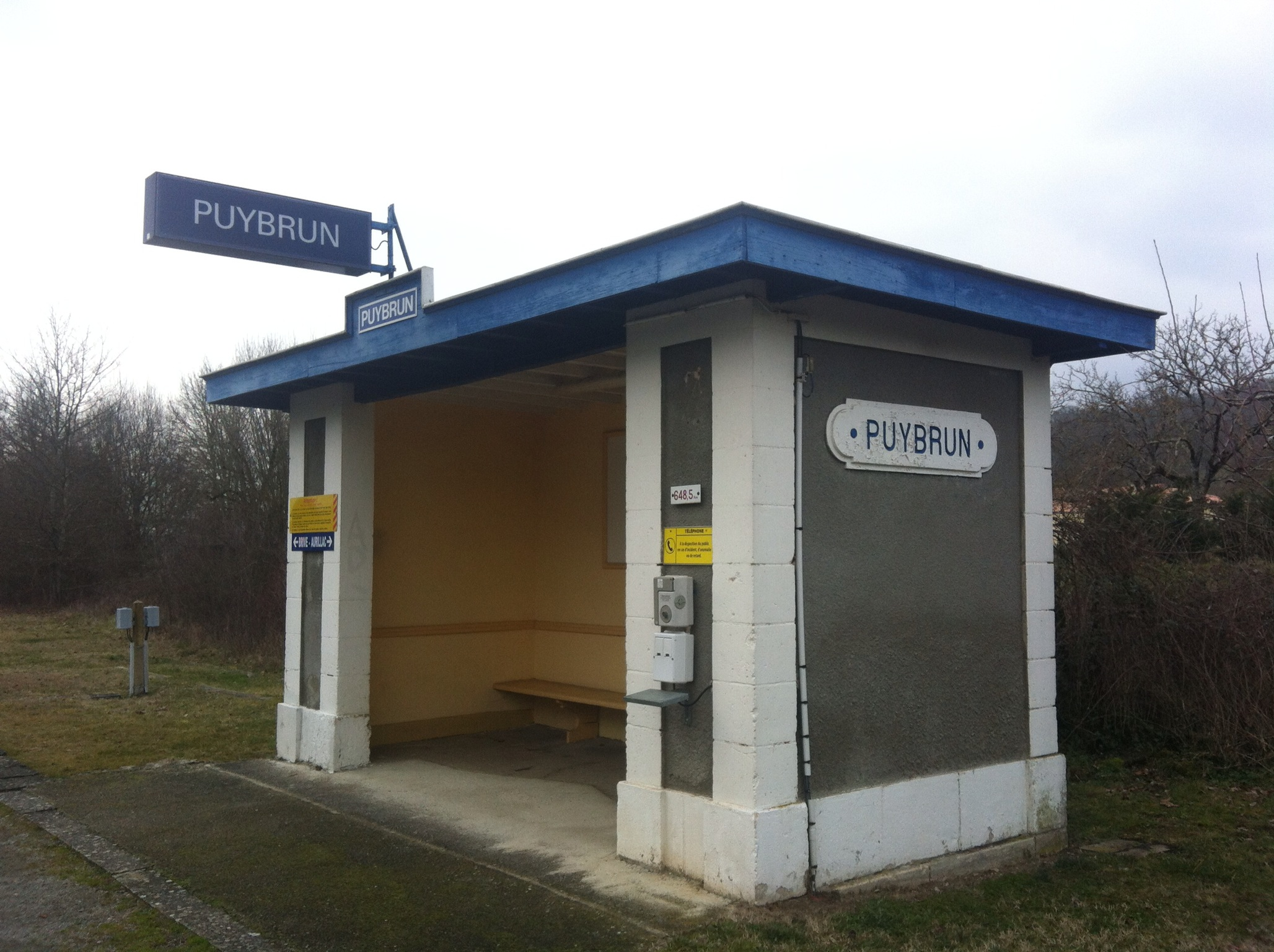
Schuilplaats Spoorweghalte

## Demografie
Onderstaande figuur toont het verloop van het inwonertal (bron: INSEE-tellingen).